# 鄧時俊
鄧時俊，字仲清，江西吉安府永樂縣人，明朝政治人物、進士出身。

## 生平
江西鄉試第五十三名中舉。建文二年，會試第四十三名，殿試登庚辰科進士二甲第十名，官至刑科給事中，因言獲罪，降為驛丞。后入文淵閣，修撰《永樂大典》，之後升任工部主事。金幼孜曾舉薦其有才能，但恰逢得罪他人，被降為衢州通判。

## 家族
曾祖鄧聞政，祖父鄧壽卿，父親鄧佑祥。